# Carex egglestonii
Carex egglestonii är en halvgräsart som beskrevs av Kenneth Kent Mackenzie. Carex egglestonii ingår i släktet starrar, och familjen halvgräs. Inga underarter finns listade i Catalogue of Life.